# Glucocinasa
La glucocinasa EC 2.7.1.2 hexocinasa humana IV, hexocinasa D, i l'ATP D-hexosa 6-fosfotransferasa, EC 2.7.1.1 (anteriorment EC 2.7.1.2). El nom comú, glucocinasa, deriva de la seva especificitat relativa amb la glucosa en condicions fisiològiques. Es tracta d'un enzim que facilita la fosforilació de la glucosa en glucosa 6 fosfat. Es troba a les cèl·lules del fetge, el pàncrees, l'intestí i el cervell dels éssers humans i d'altres vertebrats. A cada un d'aquests òrgans té un paper important en la regulació del metabolisme dels hidrats de carboni, actuant com un sensor de glucosa, provocant canvis en el metabolisme o la funció de les cèl·lules en resposta a l'augment o disminució dels nivells de glucosa, com succeeix després d'un dinar o en dejú. Les mutacions del gen d'aquest enzim poden causar formes inusuals de la diabetis o hipoglucèmia.
La glucocinasa (GK) és un isoenzim de l'hexocinasa, relacionades homòlogament i per l'evolució d'almenys unes altres tres hexocinases. Totes les hexocinases poden intervenir en la fosforilació de la glucosa a glucosa 6 fosfat (G6P), que és el primer pas de la síntesi de glicogen i la glucòlisi. Tanmateix, la glucocinasa és codificada per un gen separat i les seves propietats cinètiques distintives li permeten servir un conjunt diferent de funcions. La glucocinasa té una afinitat menor per la glucosa que altres hexocinases, i la seva activitat està localitzada en uns pocs tipus de cèl·lulars, deixant les altres tres hexocinases com els preparadors més importants de glucosa per a la glicòlisi i la síntesi de glicogen per a la majoria dels teixits i òrgans. A causa d'aquesta afinitat reduïda, l'activitat de la glucocinasa, en condicions fisiològiques habituals, varia substancialment d'acord amb la concentració de glucosa.

## Nomenclatura
Alguns bioquímics han argumentat que el nom glucocinasa ha de ser abandonat, ja que aquest enzim pot fosforilar altres hexoses en les condicions adequades, i són parents llunyans dels enzims dels bacteris. No obstant això, la glucocinasa continua sent el nom preferit en el context de la medicina i la fisiologia dels mamífers.
Una altra cinasa de la glucosa en els mamífers,l'ADP-glucocinasa específica, va ser descoberta el 2004. Aquesta cinasa depèn de l'ADP en lloc de l'ATP (el que suggereix la possibilitat de tenir una funció més eficaç durant la hipòxia), i la funció metabòlica i la importància encara queden per dilucidar.

## Catàlisi

### Substrats i productes
El substrat principal que dona importància fisiològica a la glucocinasa és la glucosa i el producte més important és la glucosa-6-fosfat (G6P). L'altre substrat necessari en el que intervé la glucocinasa, del qual es deriva el fosfat, és l'ATP, que es converteix en adenosin difosfat d'adenosina (ADP) quan es treu el grup fosfat. La reacció catalitzada per la glucocinasa.

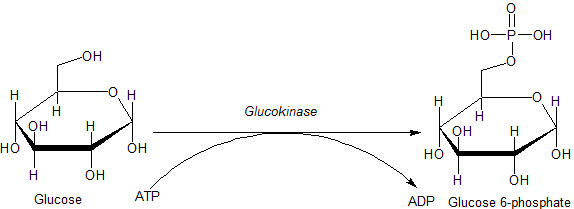
Acció de la glucocinasa en la glucosa

L'ATP participa en la reacció formant un complex amb el magnesi (Mg), que actua com a cofactor. A més, en determinades condicions, la glucocinasa, com altres hexocinases, pot induir la fosforilació d'altres hexoses (sucres de 6 carbonis) i molècules similars. Per tant, la reacció general de la glucocinasa és més exacte descriure-la com:
Hexosa + MgATP2-→ hexosa-PO₃2- + MgADP- + H+
Entre les hexoses que actuen com substrats hi ha la manosa, la fructosa, i la glucosamina, però l'afinitat de la glucocinasa sobre aquests requereix una concentració que no trobam en les cèl·lules.

### Cinètica enzimàtica
La glucocinasa té dues propietats cinètiques que la distingeix de les altres hexocinases, que li permet actuar com un sensor de la glucosa.
- La glucocinasa té una afinitat menor per la glucosa que les altres hexocinases. La glucocinasa canvia la seva conformació i/o funció i es produeix l'augment de les concentracions de glucosa en un important rang fisiològic de 4/10 mmol / L (72-180 mg / dl). Es troba mig saturat en una concentració de glucosa al voltant de 8 mmol / L (144 mg / dl).[6][7]
- La glucocinasa no és inhibida pel seu producte, la glucosa-6-fosfat.[6] Això permet un senyal de sortida continu (per exemple, desencadenar l'alliberament d'insulina) enmig d'importants quantitats del seu producte.[7]

Aquestes dues característiques permeten la regulació d'algunes vies metabòliques. És a dir, la velocitat de reacció és impulsada pel subministrament de glucosa, no per la demanda de productes finals.
Una altra característica distintiva de la glucocinasa és la seva cooperativitat moderada amb la glucosa, amb un coeficient de Hill (NH) del voltant d'1,7. La glucocinasa només té un únic lloc d'unió per la glucosa i és l'únic enzim regulador monomèric conegut per mostrar la cooperativitat del substrat. La naturalesa de la cooperativitat implica una "lenta transició" entre dos estats diferents de l'enzim amb diferents taxes d'activitat. Si l'estat dominant depèn de la concentració de glucosa, es produiria una cooperativitat aparent similar a l'observada.
A causa d'aquesta cooperativitat, la interacció cinètica de la glucocinasa amb la glucosa no segueix la clàssica cinètica de Michaelis-Menten. En lloc de parlar d'una km de la glucosa, és més exacte descriure un nivel de mitjà saturació de S0,5, que és la concentració en la qual l'enzim es troba un 50% saturat i actiu.
La S0,5 i l'nH s'extrapola a un punt d'inflexió de la corba que descriu l'activitat enzimàtica en funció de la concentració de glucosa al voltant de 4 mmol / L. En altres paraules, en una concentració de glucosa al voltant de 72 mg / dl, que està prop de l'extrem inferior del rang normal, l'activitat de la glucocinasa és més sensible a petits canvis en la concentració de glucosa.
La relació cinètica amb un altre substrat, l'MgATP, pot ser descrita per la cinètica clàssica de Michaelis-Menten, amb una afinitat aproximada de 0,3 - 0,4 mmol / L, molt per sota de la concentració intracel·lular pròpia de 2,5 mmol / L. El fet que gairebé sempre hi ha un excés d'ATP a disposició implica que la concentració d'ATP rarament influeix en l'activitat de la glucocinasa.
L'activitat específica màxima (kcat, també conegut com l'índex de rotació), de la glucocinasa quan se satura amb els dos substrats és de 62 / s.
S'ha elaborat un model matemàtic mínim sobre la base de la informació cinètica per predir la taxa de fosforilació de la glucosa en les cèl·lules beta quan actua la glucocinasa normal ("tipus salvatge") i les seves mutacions conegudes. Aquesta taxa és d'aproximadament 28% a una concentració de glucosa de 5 mmol / l, indicant que l'enzim està funcionant a un 28% de la seva capacitat per provocar l'alliberament d'insulina.

### Mecanisme
Els grups sulfidril d'algunes cisteïnes envolten el lloc d'unió amb la glucosa. Tots excepte en la Cisteïna 230 són essencials per al procés catalític, formant múltiples ponts disulfur durant la interacció amb els substrats i els reguladors. Al final en les cèl·lules beta, la taxa de glucocinases actives i inactives ve determinada parcialment pel balanç d'oxidació dels grups sulfidril o de la reducció dels ponts disulfur. Aquests grups sulfidril són sensibles a l'estat d'oxidació de les cèl·lules, fent de la glucocinasa un dels components més vulnerables a l'estrès oxidatiu, especialment en les cèl·lules beta.

## Estructura
La glucocinasa és una proteïna monomèrica de 465 aminoàcids i d'un pes molecular d'uns 50 KDaltons. Té dues zones i, indispensables. La primera és el centre actiu que permet la interacció de la glucocinasa amb l'MgATP i l'altre és un activador al·lostèric que encara no ha estat identificat. Això és aproximadament la meitat de la mida de les altres hexocinases dels mamífers, que conserven un cert grau d'estructura dimèrica. Algunes seqüències i l'estructura tridimensional dels centres actius. El lloc d'unió a l'ATP, per exemple, està compartit amb hexocinases, glucocinases bacterianes i altres proteïnes.

## Genètica
La glucocinasa humana és codificada pel gen GCK al cromosoma 7. Aquest gen autosòmic té 10 exons. Els gens de la glucocinasa en altres animals són homòlegs al gen GCK humà.
Una característica distintiva d'aquest gen és que comença amb dos regions promotores. El primer exó de l'extrem 5' conté dues regions promotores per teixits específics. La transcripció pot començar per qualsevol promotor (depenent del teixit). Per tant, un mateix gen pot produir una molècula lleugerament diferent en el fetge i en altres teixits. Les dues isoformes de la glucocinasa difereixen només en 13 o 15 aminoàcids en l'extrem N-terminal de la molècula, que produeix una mínima diferència en la seva estructura. Les dues isoformes tenen les mateixes característiques cinètiques i funcionals. El primer promotor de l'extrem 5', conegut com a promotor neuroendocrí, s'activa en les cèl·lules dels illots pancreàtics, del teixit nerviós i en els enteròcits (cèl·lules de l'intestí prim) per produir la isoforma neuroendocrina de la glucocinasa. El segon promotor, el promotor del fetge, s'activa en els hepatòcits i dirigeix la producció de la isoforma hepàtica. Els dos promotors tenen poca o cap homologia en la seqüència i estan separats per un fragment d'uns 30KBP de funció desconeguda. Els dos promotors són funcionalment exclusius i són dirigits separadament en els diferents tipus de teixits. Els dos promotors corresponen a dues àmplies categories de la funció de la glucocinasa: En el fetge, la glucocinasa actua com a porta d'enllaç per al "bulk processing" de la glucosa disponible, mentre que en les cèl·lules neuroendocrines, actua com un sensor, provocant respostes cel·lulars que afecten el metabolisme d'alguns carbohidrats.

## Distribució entre sistemes d'òrgans
La glucocinasa s'ha trobat en cèl·lules específiques en quatre tipus de teixits dels mamífers: fetge, pàncrees, intestí prim i cervell. Tots tenen un paper molt important en la tasca d'augmentar o reduir els nivells de glucosa en la sang.
- Les cèl·lules predominants en el fetge són els hepatòcits, i la glucocinasa es troba exclusivament en aquestes cèl·lules. Durant la digestió d'un àpat ric en hidrats de carboni, la glucosa en sang és abundant i els nivells d'insulina són alts, de forma que els hepatòcits han d'eliminar la glucosa de la sang i emmagatzemar-la en forma de glicogen. Una vegada completades la digestió i l'absorció, el fetge fabrica glucosa a partir de la gluconeogènesi i la glucogenòlisi, i l'allibera a la sang, mantenint així els nivells de glucosa durant el dejuni. A causa del fet que l'activitat de la glucocinasa augmenta si s'eleva la concentració de glucosa, això serveix d'interruptor metabòlic central per canviar el metabolisme dels hidrats de carboni entre l'alimentació i els estats de dejuni. La fosforilació de la glucosa a glucosa-6-fosfat facilita l'emmagatzematge de la glucosa en forma de glucogen i la disposició d'ella per a la glicòlisi. El promotor del fetge separat permet que la glucocinasa sigui regulada diferentment en hepatòcits i en les cèl·lules neuroendocrines.
- Les cèl·lules neuroendocrines del pàncrees, l'intestí i el cervell comparteixen alguns aspectes comuns en la producció de la glucocinasa, de la seva regulació i la seva funció.[17] Aquests teixits es coneixen com a cèl·lules neuroendocrines en aquest context.
  - cèl·lules beta o cèl·lules alfa i les cèl·lules dels illots pancreàtics:
    - Les cèl·lules beta alliberen insulina en resposta a un augment en els nivells de glucosa. La insulina permet que molts tipus de cèl·lules importin i utilitzin la glucosa, i actua com a senyal en el fetge per a sintetitzar glicogen. Les cèl·lules alfa produeixen menys glucagó en resposta a un increment en els nivells de glucosa i més si aquest nivell és baix. El glucagó actua com un senyal al fetge per descompondre el glicogen i alliberar la glucosa a la sang. La glucocinasa en les cèl·lules beta serveix com a sensor de glucosa, amplificant la secreció d'insulina mentre el nivell de glucosa en sang augmenta.

  - Neurones sensibles a la glucosa de l'hipotàlem
    - En resposta a l'augment o la disminució dels nivells de glucosa, les cèl·lules de l'hipotàlem es polaritzen o despolaritzen. Entre les reaccions neuroendocrines del sistema nerviós central a la hipoglucèmia és l'activació de les respostes adrenèrgiques del sistema nerviós autònom. La glucocinasa probablement serveix com un senyal de la glucosa aquí també. La glucocinasa també s'ha trobat en les cèl·lules de la pituïtària anterior.

  - Enteròcits o cèl·lules de l'intestí prim
    - Aquest és el menys comprès dels sistemes sensors de la glucocinasa. Sembla probable que les respostes a la glucosa durant la digestió juga un important paper en l'amplificació d'incretines de la secreció de la insulina durant un àpat, o en la generació de senyals de sacietat en l'estómac que són enviats al cervell.

## Distribució entre espècies
La glucocinasa hepàtica es produeix àmpliament, però no universalment en espècies de vertebrats. L'estructura dels gens i la seqüència d'aminoàcids són altament conservats entre la majoria dels mamífers (per exemple, la glucocinasa humana és més del 80% homòloga a la de la rata). No obstant això, hi ha algunes excepcions poc comuns: per exemple, la glucocinasa no s'ha descobert en els gats i ratpenats, encara que alguns rèptils, aus, amfibis i peixos en tenen.

## Funció i regulació
La majoria de la glucocinasa en un mamífer es troba en el fetge, i aquesta glucocinasa proporciona aproximadament el 95% de l'activitat de les hexocinases en els hepatòcits. La fosforilació de la glucosa a glucosa-6-fosfat, gràcies a la glucocinasa és el primer pas de la síntesi de glucogen i la glicòlisi en el fetge. Quan molta glucosa es troba disponible, la síntesi de glucogen en la perifèria dels hepatòcits continua fins que aquests es troben plens de glicogen. Un excés de glucosa provoca la seva conversió en triacilglicerols per a l'exportació i l'emmagatzematge en el teixit adipós. L'activitat de la glucocinasa es troba en el citoplasma, i aquesta puja o baixa segons la quantitat de glucosa disponible. La glucosa-6-fosfat, és el substrat principal per a la síntesi de glicogen, i aquesta glucocinasa té una estreta relació funcional regulatòria amb la síntesi de glucogen. Quan s'activa al màxim, la gluocinasa i la glicogen sintasa sembla a la mateixa zona del citoplasma dels hepatòcits, on es produeix la síntesi de glucogen El subministrament de glucosa-6-fosfat afecta a la velocitat de la síntesi de glicogen, no només com el substrat primari, sinó per l'estimulació directa de la glicogen sintasa i la inhibició de la glicogen fosforilasa. L'activitat de la glucocinasa pot augmentar o disminuir ràpidament en resposta als canvis en el subministrament de glucosa, en general com a resultat de menjar i dejuni. La regulació es produeix a diferents nivells i velocitats i es troba influenciada per molts factors que generalment afecten dos tipus de mecanismes:
- L'activitat de la glucocinasa es pot amplificar o reduir en pocs minuts, gràcies a la proteïna reguladora de la glucocinasa. L'acció d'aquesta proteïna es veu influenciada per petites molècules com la glucosa i la fructosa.
- La quantitat de glucocinasa es pot augmentar amb la síntesi d'una nova proteïna. La insulina és el principal senyal per un increment de la traducció, operat principalment per un factor de transcripció anomenat "sterol regulatory element binding protein-1c" (SREBP1c). Això ocorre una hora després d'un augment en els nivells d'insulina, després d'un àpat ric en carbohidrats.

### Transcripció
El promotor del fetge és el primer exó del gen de la glucocinasa que inclou una " E box" que sembla el principal element de resposta dels gens dels hepatòcits. La SREBP1c ha d'estar present per a la transcripció de la glucocinasa en hepatòcits, i s'incrementa la seva quantitat en resposta a una dieta rica en carbohidrats, probablement com a efecte directe a l'elevació dels nivells d'insulina. L'augment de la transcripció es pot detectar en menys d'una hora després que els hepatòcits estiguin exposats a nivells d'insulina que van en augment. La fructosa-2,6-bifosfat estimula també la transcripció de la glucocinasa, aparentment per mitjà de l'Akt2 en lloc de la SREBP1c. No se sap si aquest és un dels efectes posteriors a l'activació dels receptors d'insulina o si és independent de l'acció de la insulina. En nivells de F2, la 6P2 exerceix altres funcions d'amplificació de la glicòlisi en els hepatòcits.
Altres factors de transaccions sospitoses de tenir un paper important en la regulació de la transcripció en els hepatòcits són:
1. El factor hepàtic nuclear-4-alfa és un receptor nuclear orfe important en la transcripció de molts gens dels enzims del metabolisme de carbohidrats i lípids. Activa la transcripció de la GCK.

- El USF1 és un altre transactivador bàsic hèlix-llaç-hèlix de cremallera.
- L'HNF6 és un regulador transcripcional que també participa en la regulació de la transcripció dels enzims de la gluconeogènesi com la glucosa-6-fosfat i el fosfoenolpiruvat carboxicinasa.

### Hormones i dieta
La insulina és de lluny l'hormona més important que té un efecte directe o indirecte sobre l'expressió de la glucocinasa i sobre l'activitat del fetge. Sembla que la insulina afecta la transcripció de la insulina i l'activitat, gràcies a múltiples vies. Mentre hi ha un augmenten els nivells de glucosa en vena, s'incrementa l'activitat de la glucocinasa. L'augment d'insulina amplifica aquest efecte per la inducció de la síntesi de la glucocinasa. La transcripció de la glucocinasa a incrementar-se aproximadament una hora després de l'augment en nivells d'insulina. La transcripció de la glucocinasa es torna quasi indetectable en un dejuni prolongat, en una privació de carbohidrats, o quan la insulina es tracta deficientment en la diabetis. Els mecanismes pels quals la insulina indueix la glucocinasa poden implicar tant les principals vies intracel·lular d'acció de la insulina, o el foisfoinosítid-2-cinasa en cascada. Aquests últims poden operar a través del transactivador FOXO1. Per contra, com podria esperar-se donat el seu efecte antagonista sobre la síntesi de glicogen, el glucagó i el seu segon missatger intracel·lular de cAMP glucocinasa suprimeix la transcripció i l'activitat, fins i tot en presència d'insulina. Altres hormones com la triiodotironina i els glucocorticoides proveeixen efectes permissius o estimuladors en certes circumstàncies. La biotina i l'àcid retinoic incrementa la transcripció del RNAm de la GCK així com l'activitat de la glucocinasa. Els àcids grassos en quantitats considerables, amplifiquen l'activitat de la glucocinasa en el fetge, mentre que una cadena llarga d'Acil coA la inhibeix.

### Hepàtic
La glucocinasa pot ser actiivada i desactivada ràpidament en hepatòcits, gràcies a la proteïna reguladora de la glucocinasa, que opera per mantenir una reserva inactiva de glucocinasa, que pot convertir-se en disponible ràpidament en resposta a un augment dels nivells de glucosa en vena.
La GKRP es mou entre el nucli i el citoplasma dels hepatòcits i pot associar-se als microfilaments del citoesquelet. Forma complexes 1:1 reversibles amb la glucocinasa, i els pot moure des del citoplasma fins al nucli. Actua com un inhibidor competitiu amb la glucosa, de forma que l'activitat de l'enzim es redueix a valors pròxims a 0 amb aquesta unió. Els complexos GK:GKRP són segrestats al nucli quan els nivells de glucosa són baixos. Aquest segrest ha de servir per protegir la glucocinasa de la degradació per les proteases citoplasmàtiques. La glucocinasa pot ser ràpidament alliberada del GKRP en resposta a nivells de glucosa creixents. La glucocinasa no pateix aquest procés en les cèl·lules beta. La glucocinasa en hepatòcits no està associada als mitocondris.
La fructosa en petites (micromolars) quantitats (després de la fosforilació per la quetohexocinasa a fructosa-1-fosfat) accelera l'alliberament de la glucocinasa del GKRP. Aquesta sensibilitat a baixes quantitats de fructosa permet al GKRP, a la glucocinasa i a la quetohexocinasa actuar com un "sistema de percepció de fructosa" que senyala que un àpat ric en carbohidrats està sent digerit i accelera la utilització de la glucosa. Per contra, la fructosa-6-fosfat potencia la unió entre la glucocinasa i el GKRP, ja que decreix la fosforilació de la glucosa per acció de la glucocinasa quan la glucogenòlisi o la gluconeogènesi es posen en marxa. Tant la fructosa1-fosfat com la fructosa-6-fosfat tenen com a punt d'unió amb la GKRP la mateixa zona. S'ha postulat que produeixen dues conformacions diferents del GKRP, una que fa possible la unió amb la glucocinasa i l'altra que no.

### Pancreàtic
Encara que la majoria de la glucocinasa en el cos es troba al fetge, i en quantitats més petites en les cèl·lules beta i alfa del pàncrees, segurament les neurones hipotalàmiques i cèl·lules específiques de l'intestí tenen un paper important en la regulació del metabolisme de carbohidrats. En el context de la funció de la gluccocinasa, aquests tipus de cèl·lules són referides com teixits neuroendocrins i comparteixen alguns aspectes en la funció i regulació de la glucocinasa, especialment el promotor neuroendocrí. De les cèl·lules neuroendocrines, les cèl·lules beta dels illots pancreàtics són les més estudiades i millor enteses. És probable que moltes relacions de regulació descobertes en les cèl·lules beta existeix en altres teixits neuroendocrins amb la glucocinasa.

#### Senyal per la insulina
En els illots de les cèl·lules beta, l'activitat de la glucocinasa serveix com a principal control per a la secreció d'insulina en resposta a creixents nivells de glucosa en sang. Com la glucosa-6-fosfat és consumida, quantitats d'ATP que van en augment inicien una sèrie de processos que tenen com a resultat l'alliberament de la insulina. Una de les conseqüències immediates de l'increment de la respiració cel·lular és un augment en les concentracions de NADH i NADPH. Aquest canvi en l'estat redox de les cèl·lules beta produeix un increment dels nivells de calci en la cèl·lula, tancant els canals de KATP, despolaritzant la membrana de la cèl·lula, i mesclant els grànuls secretors d'insulina amb la membrana, produint finalment l'alliberament d'insulina a la sang.

#### Regulació en cèl·lules beta
La glucosa amplifica immediatament l'activitat de la glucocinasa per l'efecte de cooperativitat. Un segon important regulador de l'activitat de la glucocinasa en les cèl·lules beta apareix per una interacció directa proteïna-proteïna entre la glucocinasa i un enzim bifuncional, que pot ser fosfofructocinasa-2 o fructosa-2,6-bifosfatasa, que tenen un paper importanten la regulació de la glicòlisi. L'associació física estabilitza la glucocinasa en una conformació catalítica favorable, que augmenta la seva activitat. En només 15 minuts, la glucosa pot estimular la transcripció del GCK i la síntesi de la glucocinasa, gràcies a la insulina. La transcripció del gen del GCK és iniciada pel promotor neuroendocrí. Aquest promotor, a diferència del promotor del fetge, té elements homòlegs a altres promotors del gen induït de la insulina. Entre els probables factors de transacció són el Pdx-1 i el PPARγ. El Pdx-1 és un factor de transcripció implicat en la diferenciació del pàncrees. El PPARγ és un receptor nuclear que respon a algunes drogues, augmentant així la seva sensibilitat a la insulina.

#### Associació amb grànuls de secreció d'insulina
Molta però no tota la glucocinasa que es troba al citoplasma de les cèl·lules beta es troba associada a grànuls de secreció d'insulina i a les mitocòndries. La proporció de glucocinasa cau ràpidament en resposta a l'augment de la concentració de glucosa i de la secreció d'insulina. S'ha suggerit que la relació té un propòsit similar al de la proteïna reguladora de la glucocinasa hepàtica, en aquest cas es dona la protecció de la glucocinasa de la degradació de manera que està ràpidament disponible a mesura que augmenta la glucosa. L'efecte és amplificar la resposta de la glucocinasa a la glucosa més ràpidament del que la transcripció podria fer-ho.

#### Supressió del glucagó a cèl·lules alfa
Les cèl·lules alfa es presenten en els illots pancreàtics barrejades principalment amb les cèl·lules beta. Mentre que les cèl·lules beta davant un increment del nivell de glucosa responen segregant insulina, les cèl·lules alfa redueixen la secreció de glucagó. Quan la concentració de glucosa a la sang baixa a nivells d'hipoglucèmia les cèl·lules alfa segreguen glucagó. El glucagó és una hormona proteica que bloqueja l'efecte de la insulina en els hepatòcits induint la glucogenolisis, gluconeogènesi i la reducció de l'activitat glucocinasa en hepatòcits.

### Hipotalàmic
Encara que totes les neurones utilitzen la glucosa com a combustible algunes varien el seu consum resposta a l'augment o disminució dels nivells de glucosa. Aquests neurones es concentren principalment al nucli ventromedial i al nucli arquejat de l'hipotàlem que regula molts aspectes de l'homeostasi de la glucosa (sobretot la resposta davant la hipoglucèmia), la utilització de la glucosa, la sacietat i la gana, i el manteniment del pes. La glucocinasa es troba molt concentrada al cervell, a les mateixes àrees on es troben les neurones sensibles al nivell de glucossa, inclosos els nuclis de l'hipotàlem. La inhibició de la glucocinasa suprimeix la resposta del nucli ventromedial davant un àpat. Tanmateix, els nivells de glucosa en el cervell són més baixos que els nivells plasmàtics, en general 0.5-3.5 mmol / L. Encara que aquest rang coincideix amb la sensibilitat de les neurones sensibles a la glucosa, és sota de la sensibilitat òptima d'inflexió de la glucocinasa. La hipòtesi, basada en proves indirectes i especulació, és que la glucocinasa neuronal és d'alguna forma exposada a nivells de glucosa en plasma a les neurones.

### Enteròcits i incretinas
Tot i que s'ha demostrat que la glucocinasa es troba a certes cèl·lules (enteròcits) de l'intestí prim i l'estómac, la seva funció i la seva regulació no s'han descobert. S'ha suggerit que també aquí la glucocinasa serveix de sensor de glucosa permetent que aquestes cèl·lules proporcionin una de les primeres respostes metabòliques davant l'entrada de carbohidrats. Es sospita que aquestes cèl·lules estan implicades en les funcions de les incretinas.

## Significat clínic
Com que la insulina és un dels reguladors més importants de la síntesi de la glucocinasa, les diabetis de tota classe disminueixen la síntesi i l'activitat de la glucocinasa. L'activitat la glucocinasa és sensible a l'estrès oxidatiu de les cèl·lules, especialment de les cèl·lules beta.
Es coneixen al voltant de 200 mutacions del gen de la glucocinasa humana (GCK) que poden canviar l'eficiència de la unió i fosforilació de la glucosa, fer augmentar o disminuir la sensibilitat de secreció d'insulina de les cèl·lules beta i produir una seria hiperglucèmia o hipoglucèmia.